# 中华鹑螺
中华鹑螺（学名：Tonna chinensis），是异足目鹑螺科鹑螺属的一种。主要分布于中国大陆、台湾，常栖息在潮下带。